# Агнес де Куртене

Агнес де Куртене (1136–1184) — мати єрусалимського короля Балдуїна IV Прокаженого та Сибіли I Єрусалимської, дочка графа Едеси Жослена II та Беатриси (дочки вірменського царя Костянтина I). В 1162–1163 рр. — королева-консорт Єрусалиму.

## Життєпис
Агнес належить до знаменитого роду Куртене, з однойменного графства у середньовічній Франції. Представники цього роду обіймали візантійський та англійський престоли. Народилася в 1136 році в Едесі, яка належала її батькові з 1118 року. Проживала в цьому місті до 1151 року, до того часу, як місто було захоплене турками. 
Перший чоловік Агнес  Рональд Мараш загинув в битві при Інабі. Агнес полишила Едесу в 1151 році і переїхала в Антіохію. В 1157 році Агнес одружилася з Аморі I, графом Яффи і Аскалону, братом короля Балдуїна III Єрусалимського. Вона народила Аморі трьох дітей — Балдуїна, Сибілу і Алікс, яка померла у ранньому дитинстві. В цей час Агнес і Аморі проживали у Єрусалимі, яким керувала Мелісенда Єрусалимська, а Балдуїн III тим часом був на війні.
В 1162 році померли і Мелісенда і Балдуїн III, тому Високою радою Аморі було дозволено зайняти єрусалимський трон, але тільки в тому разі, якщо він анулює свій шлюб з Агнес. Це було викликано тим, що Агнес де Куртене не мала достатнього впливу на двірцеву знать Єрусалимського королівства. Формальною причиною розірвання шлюбу була — кровна близькість Аморі та Агнес (ніби то хрестоносець Гі Монлері був їхнім спільним родичем).
Після розлучення з Аморі, Агнес була усунута від процесу виховання своїх дітей. В 1163 році Агнес де Куртене одружилася з Гуго Ібеліном. В 1169 році під час паломництва в Сантьяго-де-Компостелу (Іспанія) Гуго був вбитий арабами. Через рік вона вкотре одружилася з Рено Сідонським, з яким прожила до своєї смерті в 1184 році.
Незважаючи на своє формальне усунення від політичних процесів у Єрусалимському королівстві, вплив Агнес здійснювався через своїх дітей, з якими вона все ж тримала зв'язок. Історики приписують Агнес активне сприяння шлюбу її дочки Сибіли та Гі де Лузіньяна, який був укладений в 1180 році, і призвів до того, що діти Агнес очолювали королівство до самої смерті Сибіли в 1190 році